# Абаканово (Череповецький район)
Абаканово — село в Череповецькому районі Вологодської області Росії. Адміністративний центр Абакановського сільського поселення.
Відстань до районного центру Череповця по автодорозі — 43 км. Найближчі населені пункти — Селище, Погорелко, Олексин, Мусора, Заручев'є.
За переписом 2002 року населення — 762 людини (339 чоловіків, 423 жінки). Переважна національність — росіяни (96 %).